# Thorsager
Thorsager er en mindre by på Djursland med 1.383 indbyggere  (2024), beliggende i Thorsager Sogn, ca. 6 kilometer nord for Rønde. Byen ligger i Syddjurs Kommune og hører til Region Midtjylland.
Thorsager er specielt kendt for sin kirke, Thorsager Kirke, der er Jyllands eneste rundkirke. Den stammer fra omkring år 1200.

## Faciliteter
Thorsager Forsamlingshus har plads til 120 gæster.